# Cap Falso
Le Cap Falso est situé sur la mer des Caraïbes sur la côte nord de la République du Honduras, dans le département de Gracias a Dios.
La zone du cap a un relief assez plat avec une altitude moyenne de 10 m et une densité de population d'environ 21 habitant au km².